# 薩氏細鰩
薩氏細鰩（學名：Rajella sadowskii），為軟骨魚綱鰩目鰩科鰩屬的一種，分布於東南太平洋智利至西南大西洋巴西外海海域，深度800至1360公尺，體長可達75公分，棲息在大陸坡，為底棲性魚類，肉食性，卵生，生活習性不明。